# Simposio (romanzo)
Simposio (Symposium) è un romanzo del 1990 della scrittrice scozzese Muriel Spark.

## Storia editoriale
Il romanzo fu pubblicato da Constable & Robinson nel 1990 e ricevette recensioni positivi dai critici, tanto che John Mortimer di The Sunday Times lo descrisse come uno dei migliori libri dell'anno. Nel 2001 il critico Richard Eder lo descrisse come "sottovalutato" sulle pagine del New York Times. Successivamente il libro fu tradotto in diverse lingue, tra cui lo spagnolo, l'italiano, il polacco e il russo.

## Trama
Il pittore statunitense Hurley Reed e la compagna, la ricca vedova australiana Chris Donovan, invitano quattro coppie di amici a cena nel loro appartamento londinese: Lord e Lazy Suzy (la cui casa è stata appena svaligiata), Ernst ed Ella Untzinger, i cugini Annabel Treece e Roland Sykes e gli sposi novelli William Damien e Margaret Munchie, appena tornati dalla luna di miele in Italia. Oltre al maggiordomo e al cuoco è presente anche il giovane Luke, un aitante dottorando in storia che lavora occasionalmente come cameriere su raccomandazione dei coniugi Untzinger, entrambi attratti da lui. I padroni di casa attendono anche l'arrivo di Hilda Damien, madre di William e ricchissima magnate: la donna, tuttavia, non arriverà mai a casa di Hurley e Chris, dato che viene uccisa altrove nel corso della cena.
Alla cena si alternano una serie di analessi su eventi legati ai personaggi e, in particolare, alla giovane Margaret. Sin dall'infanzia, una serie di omicidi e morti misteriose sono accadute in prossimità della donna, incluso quello della nonna paterna (appena dopo che l'anziana signora aveva modificato il testamento a favore del padre di Margaret) e quello di una consorella nel convento marxista in cui Margaret si era rifugiata per sfuggire ai pettegolezzi sul presunto coinvolgimento nella morte della nonna. Dopo aver lasciato il convento, Margaret aveva ricevuto dallo zio Magnus, ricoverato in un ospedale psichiatrico, una lista di ricchi scapoli tra cui scegliere un marito. Dopo aver combinato un incontro con William, erede della fortuna di Hilda Damien, Margaret riesce nell'intento di sposarlo e, insieme allo zio, decide di uccidere la suocera durante un viaggio in Scozia nel weekend successivo alla cena.
Annabel e il cugino Roland intanto sono riusciti a ricostruire la strana vicenda di Margaret e a riferirla a Hurley e Chris, intimi amici di Hilda. La magnate è appena tornata dall'Australia per controllare il suo regalo di nozze al figlio e alla nuora, un appartamento ad Hampstead e una tela di Monet, e rimane turbata dal racconti dell'amica Chris, anche perché ha sempre sospettato che l'incontro tra Margaret e William non fosse stato affatto casuale, ma il risultato del piano di un'abile arrampicatrice sociale. Temendo per la sua vita, Hilda decide quindi di annullare il viaggio in Scozia previsto per il giorno dopo la cena e si reca all'appartamento di Hampstead per portarvici il dipinto. Qui viene uccisa da una banda di ladri che collabora con il carismatico Luke: lavorando come cameriere per famiglie facoltose, Luke viene a conoscenza con un certo anticipo degli spostamenti dei ricchi ospiti, riuscendo quindi a far sapere ai ladri quando i padroni non saranno in casa. Dopo aver derubato i Suzy, i ladri scelgono i Damien come nuove vittime, senza sospettare che Hilda si sarebbe presentata all'appartamento.
La cena da Hurley e Chris viene interrotta dall'arrivo della polizia che annuncia la tragedia: Margaret ha una crisi isterica (dato che sperava di compiere lei stessa l'omicidio invece di essere nuovamente coinvolta in un incidente apparentemente causato dal malocchio che sembra perseguitarla) e Luke viene arrestato.

## Edizioni
- Simposio, collana Fabula, traduzione di Anna Bassan Levi, Adelphi, 1991, ISBN 9788845908637.